# Westenwind (seizoen 3)
Het derde seizoen van Westenwind startte op 28 februari 2000. Dit seizoen werd uitgezonden op RTL 4 op maandag- en donderdagavond om half negen. Enkele maanden later was dit seizoen in België op VTM. Door tegenvallende kijkcijfers is niet het gehele seizoen uitgezonden.

## Geschiedenis
Westenwind startte met enkele grote namen als Joep Sertons (Medisch Centrum West en Onderweg naar Morgen) en Marlies van Alcmaer (Spijkerhoek & Q&Q). Door de komst van Westenwind werden enkele acteurs, zoals Miryanna van Reeden en Daan Schuurmans, bekend in Nederland.
De intro van Westenwind werd gezongen door zangeres Linda Wagenmakers. Ze zong het lied Laat me vrij om te gaan. De achtergrondmuziek van scènes werden gemonteerd door Hans van Eijck.
In 2007 werd het derde seizoen van Westenwind uitgebracht op dvd (een dvd-box met vijf dvd's). De serie bevatte zesentwintig afleveringen met een totale speelduur van meer dan twintig uur. De serie werd uitgegeven door The House of Knowledge.

## Rolverdeling
- Joep Sertons als Max Noordermeer
- Inge Ipenburg als Sophie Noordermeer-Elzinga
- Marlies van Alcmaer als Emma Noordermeer-Sluyter
- Daan Schuurmans als Anton Noordermeer
- Kirsten Mulder als Fleur de Graaf-Noordermeer (aflevering 51-53; gastrol aflevering 54)
- Femke van Hove als Fabiënne Vermeer (aflevering 54-76; gastrol aflevering 51-53)
- Miryanna van Reeden als Charlotte Noordermeer
- Vastert van Aardenne als Pierre Valken (aflevering 51-52; gastrol aflevering 74)
- Fleur van der Kieft als Tessa de Graaf (aflevering 54-76; gastrol aflevering 53)
- René van Asten als Jacob de Graaf (aflevering 51-64)
- Robin Rienstra als Nancy Bosman (aflevering 65-76; gastrol aflevering 59-60, 64)
- Henriëtte Tol als Conny de Graaf-Dijkzicht
- Toncy van Eersel als Sacha de Graaf (aflevering 51-53; gastrol aflevering 65)
- Jennifer Hoffman als Sam de Graaf
- Wouter Nicolaas als Marco de Graaf
- Youssef Idilbi als Abdullah Yildirem (aflevering 51)

## Overzicht van afleveringen
| Nr. | Titel                            | Schrijver | Regie            | Originele uitzenddatum |
| --- | -------------------------------- | --- | ---------------- | ---------------------- |
| 51  | Een grote stap                   | Wijo Koek | Adriënne Wurpel  | 28 februari 2000       |
| 51  | Een grote stap                   | Fleur en Marco trouwen, Emma is niet aanwezig. Sophie wacht een lange revalidatie. |                  |                        |
| 52  | De zee geeft en de zee neemt     | Lisette Schölvinck | Adriënne Wurpel  | 2 maart 2000           |
| 52  | De zee geeft en de zee neemt     | Fleur en Marco vertrekken op huwelijksreis, waar een verschrikkelijk ongeluk plaatsvindt. |                  |                        |
| 53  | Liefde in het zwart              | Michael Hendriks & Marvin Jacobs | Hans Scheepmaker | 6 maart 2000           |
| 53  | Liefde in het zwart              | Emma wil Marco laten boeten en denkt dat Fleurs dood zijn schuld is. |                  |                        |
| 54  | Harteloos                        | Joyce Demarteau & Steffan Ross | Hans Scheepmaker | 9 maart 2000           |
| 54  | Harteloos                        | Max probeert aan Sophie uit te leggen dat Fleur dood is en Emma spant een rechtszaak tegen Marco aan. |                  |                        |
| 55  | Bagger en bloed                  | Jasper Beerthuis | Pim van Hoeve    | 13 maart 2000          |
| 55  | Bagger en bloed                  | Sam stort zich helemaal op haar nieuwe hobby; fotograferen. Conny is hopeloos op zoek naar een scheepsbouwkundig ingenieur.                                                                                            |                  |                        |
| 56  | De Jacht                         | Lars Boom | Pim van Hoeve    | 16 maart 2000          |
| 56  | De Jacht                         | Charlotte gaat bij werf de Graaf werken. Max en Anton zijn bang dat ze failliet gaan als Charlotte al hun patenten verbetert.                                                                                          |                  |                        |
| 57  | Over de drempel van vrees        | Roeland Linssen | Gert-Jan Booy    | 20 maart 2000          |
| 57  | Over de drempel van vrees        | Charlotte begrijpt niet waarom Emma en Marco ruzie hebben. Marco redt Emma's leven. |                  |                        |
| 58  | Hard tegen Hart                  | Wijo Koek | Gert-Jan Booy    | 23 maart 2000          |
| 58  | Hard tegen Hart                  | Sam denkt dat ze homoseksueel is. |                  |                        |
| 59  | Liefde onder vuur                | Lisette Schölvinck | Marc Willard     | 27 maart 2000          |
| 59  | Liefde onder vuur                | Marco ontmoet zijn oude jeugdvriend Nancy Bosman. |                  |                        |
| 60  | Zwarte panter                    | Marc Linssen | Marc Willard     | 30 maart 2000          |
| 60  | Zwarte panter                    | Fabiënne wil dat Max kiest tussen haar of Sophie. |                  |                        |
| 61  | Geloof, hoop en liefde           | Susan Stam | Steven de Jong   | 3 april 2000           |
| 61  | Geloof, hoop en liefde           | Tijdens een romantisch etentje vraagt Max of Fabiënne bij hem wil intrekken. |                  |                        |
| 62  | Franse Slag                      | Michael Hendriks & Marvin Jacobs | Steven de Jong   | 6 april 2000           |
| 62  | Franse Slag                      | Fabiënne wordt op non-actief gesteld omdat ze een relatie heeft met Max |                  |                        |
| 63  | Het feest dat nooit gevierd werd | Jasper Beerthuis | Hans Scheepmaker | 10 april 2000          |
| 63  | Het feest dat nooit gevierd werd | Jacob vertelt zijn vrouw Conny dat de hersentumor is teruggekomen. |                  |                        |
| 64  | Kusje                            | Lars Boom | Hans Scheepmaker | 13 april 2000          |
| 64  | Kusje                            | Sam wil ontslag nemen bij Lucette, maar wordt geconfronteerd met haar naaktfoto's. Emma wil haar huis en De Graaf-aandelen verkopen omdat ze gaat emigreren. Noordermeer Patenten BV. staat op de rand van de afgrond. |                  |                        |
| 65  | En een nieuw begin               | Wijo Koek | Gertjan Booij    | 17 april 2000          |
| 65  | En een nieuw begin               | Familie de Graaf neemt afscheid van Jacob. Conny koopt Emma's aandelen over. Max weet Emma's gevoelige snaar te raken en zo herrijst een nieuwe Noordermeer-werf.                                                      |                  |                        |
| 66  | Javaanse jongens                 | Martin van Steijn | Gertjan Booij    | 20 april 2000          |
| 66  | Javaanse jongens                 | Fabiënne vertelt Max dat ze zwanger is van zijn kind. |                  |                        |
| 67  | Wakker in een vreemde wereld     | Michael Hendriks & Marvin Jacobs | Pieter Kuijpers  | 24 april 2000          |
| 67  | Wakker in een vreemde wereld     | Sam onthult tegenover Marco dat ze gezoend heeft met Anton |                  |                        |
| 68  | Met het water tot aan de lippen  | Karin van der Meer & Michael Belderink | Pieter Kuijpers  | 27 april 2000          |
| 68  | Met het water tot aan de lippen  | Fabiënne en Max besluiten hun huwelijk uit te stellen. |                  |                        |
| 69  | Echo van een liefde              | Marc Linssen | Marc Willard     | 1 mei 2000             |
| 69  | Echo van een liefde              | Marco komt erachter dat Charlotte hun ontwerpen heeft gestolen. |                  |                        |
| 70  | De verloren dochter              | Lars Boom | Marc Willard     | 4 mei 2000             |
| 70  | De verloren dochter              | Tessa probeert Sam en Conny te verzoenen. |                  |                        |
| 71  | De woordbreuk                    | Marjan Ippel | Adriënne Wurpel  | 8 mei 2000             |
| 71  | De woordbreuk                    | Anton en Sam krijgen ruzie in Miami, en hierdoor besluit Sam terug te gaan naar Nederland. |                  |                        |
| 72  | Spitsroeden lopen                | Wijo Koek | Adriënne Wurpel  | 11 mei 2000            |
| 72  | Spitsroeden lopen                | Conny ontmoet Rudi Groeneveld. |                  |                        |
| 73  | Nooit meer als toen              | Marvin Jacobs & Michael Hendriks | Hans Scheepmaker | 15 mei 2000            |
| 73  | Nooit meer als toen              | Het hotel waar Keela en Junior verblijven brandt af. |                  |                        |
| 74  | Fooi voor een kind               | Jasper Beerthuis | Hans Scheepmaker | 18 mei 2000            |
| 74  | Fooi voor een kind               | Fabiënne wil abortus plegen. |                  |                        |
| 75  | De laatste vlucht                | Marc Linssen | Gertjan Booij    | 22 mei 2000            |
| 75  | De laatste vlucht                | Nancy bekent aan Tessa dat hij heeft ingebroken. |                  |                        |
| 76  | Erop of eronder                  | Lars Boom | Gertjan Booij    | 25 mei 2000            |
| 76  | Erop of eronder                  | Het schip van Sukandar zinkt... |                  |                        |

## Plot en gastrollen per aflevering

### Een grote stap
Het is vier maanden later. Marco en Fleur besluiten dat ze willen trouwen. Tijdens Marco's vrijgezellenavond gaan Marco en zijn vrienden karten. Fleurs ex Maurits heeft de kart van Marco gesaboteerd, waardoor hij bijna gewond raakt. Marco wordt geholpen door Tino, die medicijnen studeert. Sam is onder de indruk van Tino. Tijdens de bruiloft zoenen ze met elkaar. In het boothuis wordt Fleur bijna verkracht door Maurits, maar Marco is net op tijd om haar te redden. Voor het vrijgezellenfeest van Fleur, keert Sacha terug uit Zwitserland. Jacob en Charlotte solliciteren allebei voor een baan als inspecteur op het klassenbureau. Jacob wint uiteindelijk van Charlotte. Charlotte verbergt voor haar vriend Robert dat ze werkloos is. Fleur wil niet trouwen voordat Marco en Anton het met elkaar hebben goedgemaakt. Als Emma ontdekt dat Anton ook Fleurs getuige is, besluit ze niet naar de bruiloft te gaan. In het ziekenhuis wordt duidelijk dat Sophies hersenen ernstig beschadigd zijn. Het is maar de vraag of ze ooit weer de oude zal worden. Max hoopt dat Sophie op tijd uit haar coma zal ontwaken, zodat ze bij de bruiloft aanwezig kan zijn. Sophie verschijnt uiteindelijk toch op de bruiloft, maar ze is er slecht aan toe. Abdullah haalt zijn examen en mag zich nu officier noemen.
Gastrollen
- Toncy van Eersel - Sacha de Graaf (eenmalige terugkeer)
- Youssef Idilbi - Abdel Yildirem
- Vastert van Aardenne - Pierre Valken
- Katja Schuurman - Bob van der Burgh
- Olaf Malmberg - Maurits Hulzebosch
- Tanneke Hartzuiker - Esther Pauwels
- Joe Montana - Boris Covic
- Femke van Hove - Fabiënne Vermeer
- Maureen van Hekelen - Glenda Jackson
- Ronald Top - Robert ten Dam
- Patrick Mathurin - Tino
- Arnost Kraus - Alex
- Sedney Groot - Instructeur
- Hans Zuijdveld - Kapitein
- Coen Pronk - Arts

### De zee geeft en de zee neemt
Max wordt uit bed gebeld door het ziekenhuis, omdat Sophie naar hem heeft gevraagd. Als blijkt dat Sophie kalmeert van Max' aanwezigheid, besluit Max elke nacht in het ziekenhuis te blijven slapen. Jacob vertrekt samen met Max en Anton naar Rusland om daar een schip te inspecteren. Hij is erg nauwkeurig en keurt het schip af. Esther Pauwels eist van Jacob dat hij het schip goedkeurt, met als gevolg dat het schip zinkt. Jacob komt hierdoor in grote problemen, omdat hij het schip heeft goedgekeurd. Anton reist af naar zijn gezonken schip. Hij houdt zich meer bezig met zijn reputatie dan met de overlevenden. Sam voelt zich schuldig, omdat ze met twee jongens een relatie heeft. Als Alex een epilepsie-aanval krijgt, besluit Sam Tino te bellen. Tino ontdekt dat Sam er nog een andere verhouding op na houdt. Tino verbreekt hun relatie, maar Alex wil nog verder met Sam. Als Alex bekent dat ook hij er meerdere vriendinnen op na houdt, maakt Sam het uit. Charlotte wil samen met Robert op reis, maar heeft niet genoeg geld. Ze bekent tegenover Robert dat ze werkloos is. Charlotte vraagt haar moeder om geld. Emma wil haar alleen geld lenen, als zij een optie krijgt op Charlottes aandelen. Charlotte gaat akkoord met het voorstel van Emma. Wanneer Robert Charlotte vertelt dat hij met een vriend op reis gaat, maakt Charlotte het uit. Fleur en Marco gaan op huwelijksreis naar Rhodos. Emma wil Fleur nog iets vertellen, maar komt net te laat op het vliegveld. Marco en Fleur genieten van hun vakantie op Rhodos en zijn gelukkiger dan ooit. Wanneer ze samen gaan zeilen, vaart Marco een aantal waarschuwingsborden voorbij om bij een eilandje te komen. Op dit eiland heeft Marco zijn liefdesbrieven van Fleur bewaard. Tijdens de terugreis slaat Fleur over boord en komt ze vast ze zitten in een visnet. Marco duikt het water in om zijn vrouw los te krijgen. Na een lange tijd weet Marco Fleur uit de netten te krijgen. Op het eiland merkt Marco dat het al te laat is; Fleur is overleden.
Gastrollen
- Youssef Idilbi - Abdel Yildirem
- Vastert van Aardenne - Pierre Valken
- Tanneke Hartzuiker - Esther Pauwels
- Joe Montana - Boris Covic
- Femke van Hove - Fabiënne Vermeer
- Ronald Top - Robert ten Dam
- Arnost Kraus - Alex
- Patrick Mathurin - Tino
- Dimitri Merkoulov - Russische voorman
- Lorraine Vesterink - Verpleegster

### Liefde in het zwart
De schok is groot als de families Noordermeer en De Graaf horen dat Fleur een dochter heeft. Marco wordt opgepakt en wordt gezien als de schuldige. Marco vindt dat hij schuldig is aan de dood van Fleur. Max twijfelt of hij Sophie zal vertellen dat Fleur dood is. Wanneer Sophie een kaart van Fleur krijgt, leeft ze helemaal op. Max besluit zijn mond te houden. Marco vliegt terug naar Nederland. Hij krijgt last van nachtmerries en wil daarom niet meer in het boothuis slapen. Fleur wordt begraven. Emma vindt dat Marco verantwoordelijk is voor de dood van Fleur en wil wraak nemen. Ze krijgt een politierapport in handen waarin staat dat Marco in verboden vaargebied heeft gevaren. Emma wil een rechtszaak aanspannen. Charlotte zit krap bij kas en stelt haar moeder voor om bij haar in te trekken. Emma wil dit eerst niet, maar geeft haar dochter uiteindelijk toch toestemming. Tessa de Graaf gaat aan de slag op Werf de Graaf. Zonder met Conny te overleggen, neemt ze een order voor de bouw van twee schepen aan. Het is maar de vraag of de werf deze opdracht aankan. Anton maakt zich meer druk over het redden van zijn bedrijf dan de dood van Fleur. De verzekering wil uitzoeken wie er verantwoordelijk is voor de scheepsramp. Twee opdrachtgevers trekken zich terug en stappen over naar werf de Graaf. Anton heeft hier geen moeite mee. Door een nieuw black box te plaatsen wil Anton ervoor zorgen dat de kapitein schuldig zal lijken. De echte black box wordt echter te vroeg gevonden, waardoor Anton geen tijd heeft om de vervalste black box te plaatsen. De verzekering vindt dat de Russen schuldig zijn aan de scheepsramp. Anton en Jacob zijn blij dat zij niet worden vervolgd. Na de begrafenis van Fleur laat Anton zich helemaal gaan in de One45. Sam begrijpt niet waarom Anton zo vrolijk is. Wanneer Anton de disco wordt uitgezet, voelt hij dat Fleur echt dood is. Sam probeert Anton te troosten.
Gastrollen
- Toncy van Eersel - Sacha de Graaf (eenmalige terugkeer)
- Youssef Idilbi - Abdel Yildirem
- Vastert van Aardenne - Pierre Valken
- Léon Roeven - Tjerk de Baedts
- Tanneke Hartzuiker - Esther Pauwels
- Joe Montana - Boris Covic
- Ad Hoeymans - Alex van der Bilt
- Peter Schneider - Daan Weimer
- Addo Kruizinga - Pastoor Toremans
- Gerard van der Laan - Voorman Smit
- Yacha Musotov - technicus
- Attila Bellus - Taxis (commandant)
- Michel Pruis - technicus

### Harteloos
Emma spant een rechtszaak tegen Marco aan, om het huwelijk tussen hem en Fleur nietig te verklaren. Marco is woedend en gaat naar Emma voor een verklaring. Marco weigert voor de rechtszaak de hulp van een advocaat in te roepen, dit tot ongenoegen van zijn moeder.
Conny tekent het contract voor de bouw van twee schepen. Jacob moet voor zijn nieuwe baan juist die twee schepen die op de werf van zijn vrouw gebouwd worden, inspecteren. Hij zweert onpartijdig te zullen zijn.
Sam weet een gevoelige snaar te raken bij Anton.
Tessa bedenkt een plan om de leerlingen op de werf over te halen om mee te werken aan de bouw van de schepen en roept daarbij de hulp in van haar nichtje Sam.
Max probeert aan Sophie uit te leggen dat Fleur dood is. Door haar hersenbeschadiging begrijpt ze het niet en Max besluit zijn vrouw mee te nemen naar het graf van Fleur.
Tijdens de rechtszaak komt er voor Marco hulp uit onverwachte hoek. Zijn ex-vriendin Ellen verschijnt in de rechtszaal. Emma heeft haar proberen om te kopen, om te verklaren dat Marco met Fleur was getrouwd om zijn aandelen en niet om de liefde. Tot grote spijt van Emma vertelt Ellen de rechter de waarheid en wordt de rechtszaak gewonnen door Marco. Emma besluit het hier niet bij te laten zitten.
Gastrollen
- Ghislaine Pierie - Ellen Meinen
- Tanneke Hartzuiker - Esther Pauwels
- Léon Roeven - Tjerk de Baedts
- Ad Hoeymans - Advocaat van der Bilt
- Abdenbi Azzaoui - Ahmet Azzaoui
- Femke van Hove - Fabiënne Vermeer
- Annemarie Steen - Michelle
- Nazmiye Oral - Astrid Timmermans
- Hans Pauwels - Rechter

### Bagger en bloed
De Baedts kiest voor een ontwerp van de schepen dat vastzit aan de patenten van Noordermeer. Conny overtuigt hem ervan dat dit geen problemen zal opleveren.
Sam stort zich helemaal op haar nieuwe ambitie fotografie. Als ze hoort dat er een expositie en een feest is georganiseerd door de fotografe Lucette Storm, is ze vastberaden daarnaartoe te gaan.
Max en Anton vallen als een blok voor de behandelend neurologe van Sophie: dr. Fabienne Vermeer.
Conny krijgt een absurde offerte van Max en Anton. Ze probeert met hen te onderhandelen maar vader en zoon zijn niet van hun besluit af te brengen.
Sam krijgt de kans haar kwaliteiten te laten zien aan Lucette Storm. Als ze wordt afgewezen laat ze zich niet uit het veld slaan en doet ze een nieuwe poging.
Conny probeert Marco over te halen weer op de werf te komen werken. De werf herinnert hem erg veel aan Fleur, toch besluit hij om zijn moeder te helpen.
Charlotte krijgt een interessant voorstel, Emma geeft haar dochter de vrijheid te doen wat ze wil. Emma is nog steeds van mening dat Marco schuld heeft aan de dood van haar kleindochter en ze zal hem nooit vergeven.
Gastrollen
- Marline Williams - Lucette Storm
- Ben Cramer - Ed Doeselaer
- Léon Roeven - Tjerk de Baedts
- Femke van Hove - Fabiënne Vermeer
- Addo Kruizinga - Pastoor Toremans

### De jacht
Max en Anton weten niet wat zij horen, als ze merken dat Charlotte bij werf de Graaf is gaan werken.
Marco vertelt zijn moeder dat hij watervrees heeft gekregen na het ongeluk van Fleur.
Max probeert Charlotte over te halen om bij Noordermeer patenten te komen werken.
Sam krijgt haar eerste foto-opdracht. Anton verpest echter alles, door de foto's te vernietigen.
Emma geeft haar vriend Ed Doeselaer, die jager is, de opdracht Marco te vermoorden.
Max probeert een versierpoging te doen, terwijl Sophie nog in het ziekenhuis ligt. Anton steekt hier een stokje voor.
Marco wordt beschoten door Ed Doeselaer, maar weet te ontkomen.
Gastrollen
- Marline Williams - Lucette Storm
- Ben Cramer - Ed Doeselaer
- Abdenbi Azzaoui - Ahmet Azzaoui
- Femke van Hove - Fabiënne Vermeer
- Bert Bakker - Dick Morton

### Over de drempel van de vrees
Charlotte vraagt zich af wat er tussen haar moeder en Marco is gebeurd. Geen van beiden wil hier iets over zeggen.
Sam ruimt de spullen van Fleur uit het boothuis, dit tot woede van haar broer Marco.
Anton probeert Fabienne te verleiden, maar loopt een blauwtje. Fabienne vertelt hem dat ze verliefd is op een ander.
Sam vindt het vreselijk dat ze ruzie met haar broer heeft en probeert het goed te maken.
Tijdens de kwartaalvergadering bij werf de Graaf krijgen Marco en Emma ruzie. Emma probeert Marco dood te rijden, maar op het laatste moment gooit ze haar stuur om en belandt ze met haar auto in het water. Marco twijfelt niet en redt Emma uit het water.
Sam denkt dat ze verliefd is op fotografe Lucette en ze weet niet hoe ze hiermee moet omgaan.
Gastrollen
- Marline Williams - Lucette Storm
- Femke van Hove - Fabiënne Vermeer
- Catelijn Willemsen - Jonna Righarts
- Rob van Kuil - Arts

### Hard tegen Hart
Marco heeft zijn watervrees overwonnen en keert terug op de werf.
Sam vertelt haar nicht Tessa over de fotografe Lucette, op wie ze verliefd denkt te zijn.
Marco wil al met de bouw van de hutten voor het schip beginnen, voordat de tekeningen af zijn. Dit tot ongenoegen van zijn moeder. Als de opdrachtgever op het laatste moment veranderingen aanbrengt, heeft Marco zich in een onmogelijke positie geplaatst.
Tessa is verliefd op Anton, die daarin een goede manier ziet om familie de Graaf dwars te zitten.
Jacob weet de opdracht van werf de graaf te redden.
Tessa is gekwetst als ze Anton met twee meiden ziet in Club One45. Anton kan het niet hebben als hij hoort dat zijn vader een verhouding heeft met Fabienne.
Gastrollen
- Marline Williams - Lucette Storm
- Léon Roeven - Tjerk de Baedts
- Femke van Hove - Fabiënne Vermeer

### Liefde onder vuur
Gastrollen
- Marline Williams - Lucette Storm
- Robin Rienstra - Nancy Bosman
- Marian Mudder - Anouk du Mee
- Abdenbi Azzaoui - Ahmet Azzaoui
- Femke van Hove - Fabiënne Vermeer
- Ton van der Velden - Ruud Wessels
- Salemme Guiaux - Bianca

### Zwarte panter
Gastrollen
- Marian Mudder - Anouk du Mee
- Marline Williams - Lucette Storm
- Salemme Guiaux - Bianca

### Geloof, hoop en liefde
Gastrollen
- Marian Mudder - Anouk du Mee
- Marline Williams - Lucette Storm
- Frans Molenaar - Frans Molenaar
- Mirjam Bouwman - Marije
- Femke van Hove - Fabiënne Vermeer
- Salemme Guiaux - Bianca
- Alwis Carpentier - Marcello

### Franse slag
Gastrollen
- Marian Mudder - Anouk du Mee
- Marline Williams - Lucette Storm
- Léon Roeven - Tjerk de Baedts
- Femke van Hove - Fabiënne Vermeer
- Tom de Jong - Arts
- Salemme Guiaux - Bianca
- Maiko Kemper - Meneer van Apeldoorn
- Luc Verhoeven - Franse receptionist
- Ariejelle Brouwer - Directielid Ziekenhuis
- Stef Feld - Commissielid

### Het feest dat nooit gevierd werd
Gastrollen
- Marian Mudder - Anouk du Mee
- Femke van Hove - Fabiënne Vermeer
- Marline Williams - Lucette Storm
- Léon Roeven - Tjerk de Baedts
- Maiko Kemper - Meneer van Apeldoorn
- Neil van der Beek - Theo

### Kusje...
Gastrollen
- Robin Rienstra - Nancy Bosman
- Marline Williams - Lucette Storm
- Marian Mudder - Anouk du Mee
- Abdenbi Azzaoui - Ahmet Azzaoui
- Femke van Hove - Fabiënne Vermeer
- Salemme Guiaux - Bianca
- Eric Jorrin - Bobby

### ...en een nieuw begin
Gastrollen
- Toncy van Eersel - Sacha de Graaf (eenmalige terugkeer)
- Daniël Augustinus Schuurmans - Antonius Noordermeer sr.
- Robin Rienstra - Nancy Bosman
- Femke van Hove - Fabiënne Vermeer
- Abdenbi Azzaoui - Ahmet Azzaoui
- Niels Pieterse - Eerste Aanrander
- Stefan Rutten - Tweede Aanrander

### Javaanse jongens
Gastrollen
- Robin Rienstra - Nancy Bosman
- Léon Roeven - Tjerk de Baedts
- Abdenbi Azzaoui - Ahmet Azzaoui
- Martijn Apituley - Mr. Sukander
- Femke van Hove - Fabiënne Vermeer
- Ricardo Sibelo - Terry

### Wakker in een vreemde wereld
Gastrollen
- Robin Rienstra - Nancy Bosman
- Femke van Hove - Fabiënne Vermeer
- Marian Mudder - Anouk du Mee
- Vincent Moes - Floris van Houten
- Martijn Apituley - Mr. Sukandar
- Brûni Heinke - Notaris
- Hans Langhout - Discobaas

### Met het water tot aan de lippen
Gastrollen
- Vincent Moes - Floris van Houten
- Abdenbi Azzaoui - Ahmet Azzaoui

### Het Rode Achterlicht
Gastrollen
- Marian Mudder - Anouk du Mee

### De verloren dochter
Gastrollen
- Martijn Apituley - Mr. Sukandar

### De woordbreuk
Gastrollen
- Linda Wagenmakers - Keela Bangor
- Vincent Moes - Floris van Houten
- Martijn Apituley - Mr. Sukandar
- Hein van Beem - Advocaat van Loon
- Alex Tian - Vriend van Anton
- Vidjai Chitaroe - Taxichauffeur

### Spitsroeden lopen
Gastrollen
- Linda Wagenmakers - Keela Bangor
- Hidde Maas - Rudi Groeneveld
- Martijn Apituley - Mr. Sukandar
- Hein van Beem - Advocaat van Loon
- Lianne Zandstra - Thea van Oirschot

### Nooit meer als toen
Gastrollen
- Linda Wagenmakers - Keela Bangor
- Hidde Maas - Rudi Groeneveld
- Martijn Apituley - Mr. Sukandar

### Fooi voor een kind
Gastrollen
- Linda Wagenmakers - Keela Bangor
- Vastert van Aardenne - Pierre Valken
- Hidde Maas - Rudi Groeneveld
- Ben Cramer - Ed Doeselaer
- Martijn Apituley - Mr. Sukandar
- Hein van Beem - Advocaat van Loon
- Anne Luigjes - Schooljuf
- Maria Hof - Maria
- Guus van der Made - Rechter
- Tomas Jansma - Advocaat Jorissen

### De laatste vlucht
Gastrollen
- Hidde Maas - Rudi Groeneveld
- Ben Cramer - Ed Doeselaer
- René Vernout - Rechercheur
- Karen Verheul - Anja Zwart
- Eric Jorrin - Bobby

### Erop of eronder
Gastrollen
- Hidde Maas - Rudi Groeneveld
- Martijn Apituley - Mr. Sukandar
- Guus van der Made - Rechter
- Petra van Hartskamp - Openbare Aanklager
- Jos Verest - Advocaat van Nancy Bosman
- Alex Mous - Ingenieur